# علی‌خان نایب‌السلطنه

علی‌خان نایب السلطنه

علی‌خان نایب السلطنه از خوانندگان درجه اول و بنام عهد مظفری بود، که به مناسبت اینکه پیشکار کامران میرزا نایب السلطنه بود، به علی‌خان نایب‌السلطنه مشهور شد. از آن‌جا که ماه‌های رمضان در منزل عضدالملک مناجات می‌کرد به او علی‌خان عضدالملکی هم می‌گفتند.
حسن محشون دربارهٔ وی می‌نویسد:
علی‌خان صدای شش دانگ و رسا و پر طنین و تحریری داشت، و به قدری حنجره‌اش قوی بود که به او علی‌خان حنجره دریده هم می‌گفتند. علی در خوانندگی از محضر جناب قزوینی بیشتر از آقاجان ساوه‌ای استفاده کرده بود. دستگاه‌های موسیقی را کاملاً می‌شناخت. نی هم می‌نواخت و از شاگردان صفدر خان، استاد و نوازندهٔ نی بود و در نواختن ضرب هم مهارت داشت، و به طوری که نقل می‌کنند، قدرت و مهارت او در خوانندگی بی‌نظیر بود. سید حسین طاهر زاده می‌گفت تنوع تحریر علی‌خان را کسی نداشت. علی‌خان بیش از ۸۰ سال عمر کرد و در اواخر سلسه قاجاریه در گذشت. از او صفحاتی باقی است.
رجایی در «گنج سوخته» می‌نویسد: علی‌خان نایب‌السلطنه، وی از خوانندگان بزرگ، ولی گمنام، دورهٔ ناصری به‌شمار می‌رود. علی‌خان درویش‌مسلک بود و بی‌ریا و بهره‌مند از صدایی مطبوع و خوش آهنگ، که همین خصوصیات موجب شد وقتی در محافل سرشناسان آن زمان حضور یافت، از اعتباری خاص برخوردار شود. صدای خوش علی‌خان او را به دربار ناصری کشاند و پس از آن در دستگاه کامران‌میرزا نایب‌السلطنه، که میل و رغبت خاصی به موسیقی، به خصوص به خوانندگان، داشت، مقام و منزلتی به دست آورد. علی‌خان، در مصاف با رقبای خود در مجلس کامران‌میرزا، هر دستگاهی را که آنان می‌خواندند عالی‌تر و بهتر، و به قولی مایهٔ بالادست آن‌ها، می‌خواند، که به واسطهٔ چنین استعداد درخشانی مورد توجه واقع شد. علی‌خان هنرمندی بود خوش‌خلق و بذله‌گو، که علاوه بر خوانندگی، نی هم می‌نواخت.
عبدالله دوامی دربارهٔ انگیزه رویکردش به موسیقی چنین می‌گوید:
کشش من به سوی موسیقی به این صورت آغاز شد که شبی به منزل مجدالممالک، که از آشنایان بود، رفته بودم. در آن‌جا شروع به خواندن کردم. در این مجلس، علی‌خان نایب‌السلطنه هم، که از خوانندگان بنام بود، حضور داشت. پس از شنیدن آواز من، مرا تشویق کرد و گفت: اگر شما به این کار ادامه دهی، خوانندهٔ خوبی خواهی شد. من از این گفته دلگرم شدم و اولین مشق خود را، که دستگاه شور بود، نزد علی‌خان شروع کردم. مدت‌ها از محضرش استفاده کردم و ردیف راست پنجگاه را، که در آن زمان از بین خوانندگان تنها علی‌خان می‌دانست، نزد ایشان مشق کردم.
از دیگر شاگردان علی‌خان می‌توان به نام خانم عزت روحبخش (۱۲۸۷–۱۳۶۸) اشاره کرد.
علی‌خان نایب‌السلطنه، در مجالس خصوصی شاهزاده کامران‌میرزا نایب‌السلطنه، آواز می‌خواند. یک شب صدای او به حدی نایب‌السلطنه را از خود بی خود کرد که تصمیم گرفت به اندازهٔ جثّهٔ علی‌خان قفسی بسازد و او را در آن قفس بنشاند تا برایش آواز بخواند. بلافاصله دستور داده می‌شود. پس از چند روز قفسی از طلا می‌سازند و برای برگزاری مراسم نصب این قفس و آواز خواندن علی‌خان در داخل آن یک شب جشن مفصلی بر پا می‌کنند، البته هیچ‌یک از مهمانان منظور از این دعوت را نمی‌دانستند و پس از اینکه چند ساعتی از شب می‌گذرد و همه طالب شنیدن ساز و آواز می‌شوند، ناگهان مستخدمین نایب‌السلطنه، در حالی که قفسی را که علی‌خان در آن نشسته بود بر دوش داشتند، وارد می‌شوند و قفس را از قلابی که داشته به درخت می‌آویزند و بلبل نایب‌السلطنه از داخل قفس چهچهه را شروع می‌کند.
روزهایی که نایب‌السلطنه جشن یا مهمانی داشت از مشهدی علی‌خان هم دعوت می‌شد تا در آن جشن و مهمانی شرکت کند و برای میهمانان آواز بخواند. یک شب بعد از جشنی به خانهٔ خود در باغ فیض بازمی‌گشت و راهزنان می‌دانستند او، که از دربار نایب‌السلطنه بازمی‌گردد، حتماً مقداری پول و طلا و اشیاء قیمتی همراه دارد. درضمن زمان فوت ایشان مصادف با عروسی دخترش بود.
وی در تاریکی از طرشت عازم باغ فیض بود. دوستانش در طرشت از او خواستند شب را بماند و صبح به باغ فیض برود، اما ایشان قبول نمی‌کند و براه خود ادامه می‌دهد. کمی که از طرشت دور می‌شود، در محلی که به آن پاکنه می‌گفتند و دزدان در آن محل مخفی شده بودند، به مشهدی علی‌خان حمله می‌کنند و او را به قتل می‌رسانند و هر چه به همراه داشته به سرقت می‌برند.
«پاکنه مکان یا کانالی بود، که به صورت شیب‌دار به قنات‌ها متصل می‌شد تا رهگذران بتوانند از آب قنات برای خود یا احشامشان آب بردارند».
صبح که رهگذران از آن مکان می‌گذشتند با جسم بی جان مشهدی علی روبرو می‌شوند و چون سرشناس بود به خانواده و همسرش، که در حصارک زندگی می‌کردند، اطلاع می‌دهند. پیکر ایشان را، طبق وصیتش، به روستای حصارک می‌برند و در پای یک درخت توت در قبرستان حصارک به خاک می‌سپارند.
ضبط صفحه در ایران پیش از مشروطیت و از سال ۱۲۸۴ خورشیدی آغاز شد. شرکتی که صفحه‌های ایرانی را ضبط، تکثیر و به بازار عرضه می‌کرد شرکت «گرامافون» بود.
از سوی دیگر ماکسیم پیک، نمایندهٔ تجاری شرکت و برادران هامپه به عنوان صدابردار (متخصصین ضبط شرکت گرامافون) نیز به ایران آمده بودند. محل ضبطِ صفحه در خیابان لاله‌زارِ تهران، کوچهٔ معروف به فیل‌خانه، در مجاورت مدرسهٔ سن‌لویی بود. از علی‌خان نایب‌السلطنه نیز از آن زمان صفحاتی باقی‌ست. علی‌خان به بلبل ناصرالدین شاه معروف بود. نام اصلی ایشان علی خان (علی اعظم) فرزند اعظم که پدرشان بودن که ایشان اهالی دربار قاجار بودند و فرزند ایشان رستم‌علی بود که (رستم فرزند علی) وایشان هم در دربار ناصری بودند و در ده باغ فیض در غرب تهران سکونت داشت. از نوادگان وی خاندان علی اعظم ،اعلایی نجات و عظیمی گهر هستند. حاج عزت الله عظیمی گهر،یکی از نوادگانش از دوستان صمیمی سید ابولحسن حایری‌زاده، نمایندهٔ مجلس آن وقت و کدخدای خیروبه نام محله باغ فیض بود . عکسی در پیج محلهٔ باغ فیض وجود دارد، که یکی از نوادگانش شباهت بسیاری زیادی به او دارد.

## یادداشت
1. ↑  Maxim Pick
2. ↑  Hampe